# Nabis ferus
Nabis ferus är en insektsart som först beskrevs av Carl von Linné 1758.  Nabis ferus ingår i släktet Nabis och familjen fältrovskinnbaggar. Arten är reproducerande i Sverige. Inga underarter finns listade i Catalogue of Life.

## Bildgalleri

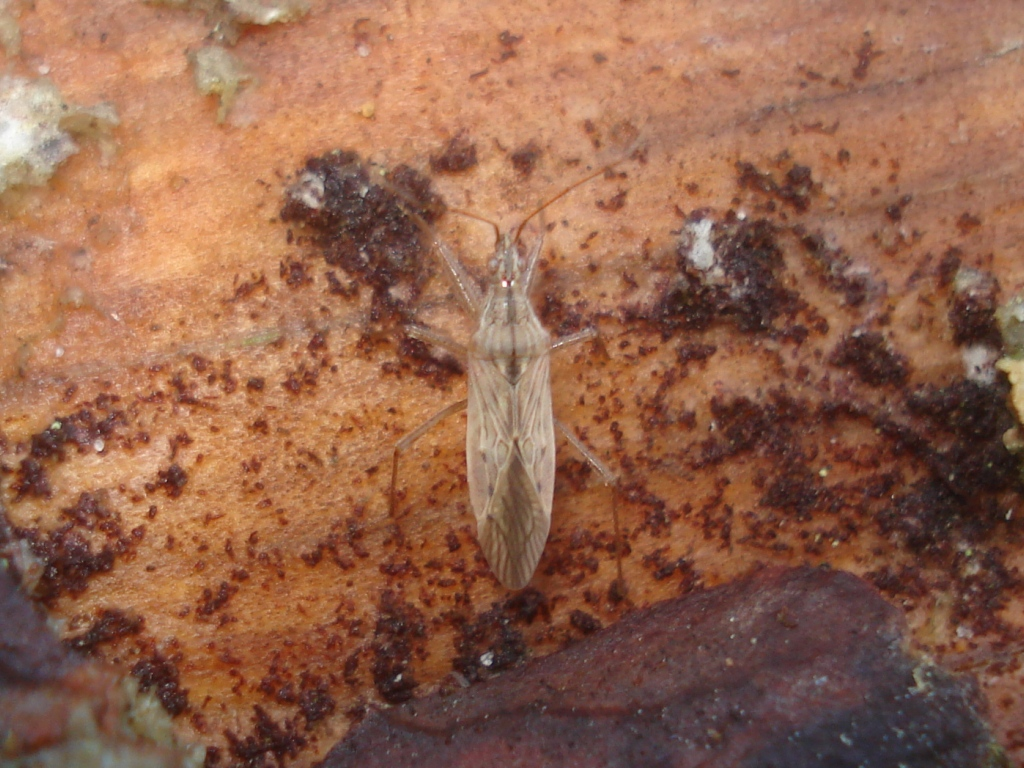
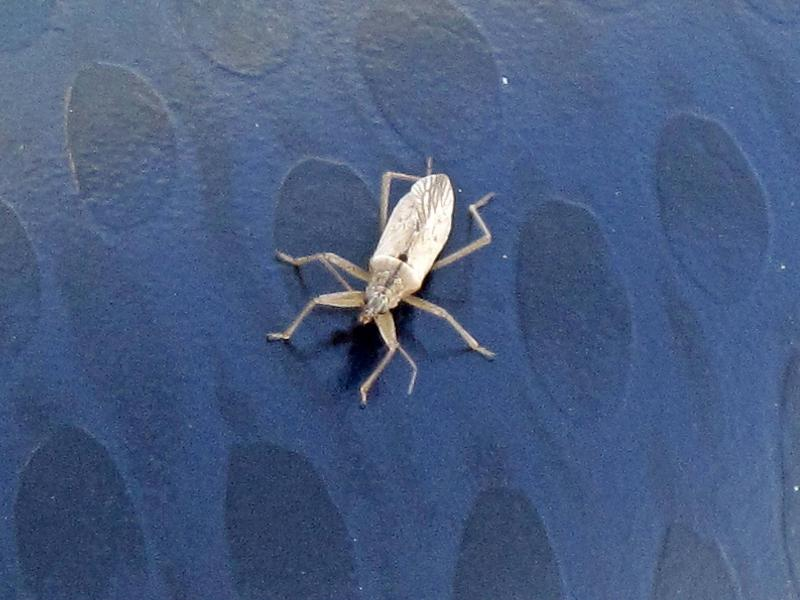
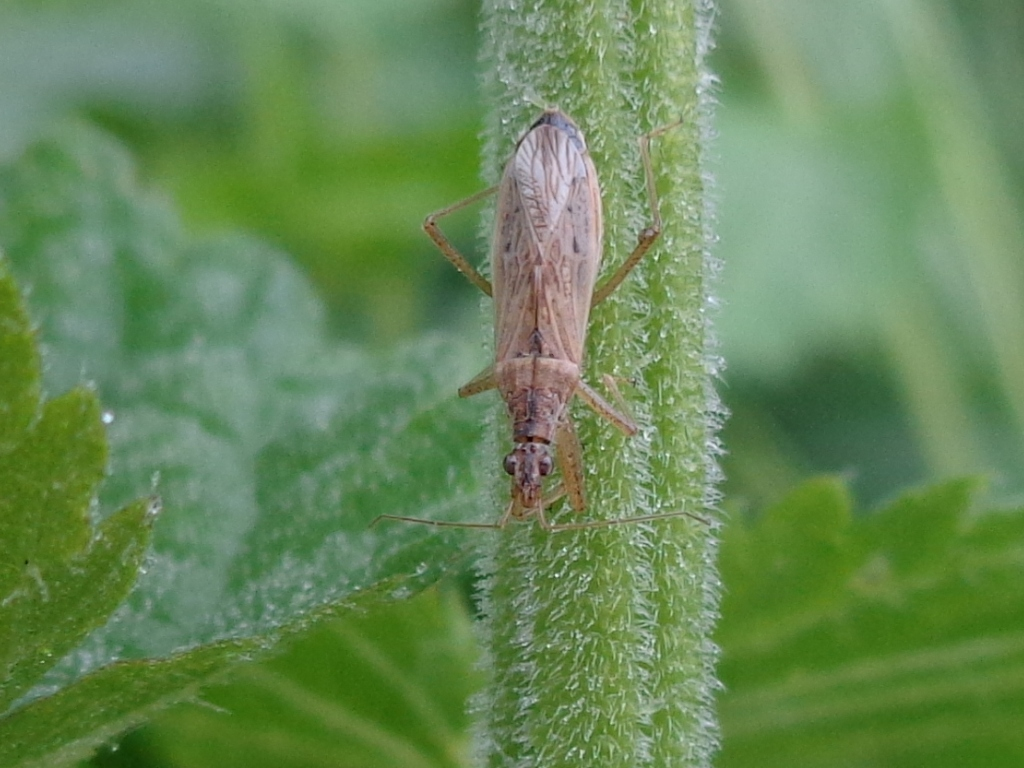